# Hegesippe hegesippe
Hegesippe hegesippe is een vlinder uit de familie van de dikkopjes (Hesperiidae). De wetenschappelijke naam van de soort is voor het eerst geldig gepubliceerd in 1908 door Mabille & Boullet. Zij deelden de soort in bij het geslacht Sarbia. William Harry Evans duidde de soort in 1951 aan als de typesoort van het nieuwe geslacht Hegesippe.